# Лига чемпионов УЕФА 2020/2021. Квалификация
Эта статья содержит информацию о квалификационных раундах Лиги чемпионов УЕФА 2020/2021.
В рамках квалификации Лиги чемпионов проводятся два отдельных отборочных турнира. Первый — для чемпионов, которые не получили путёвку в групповой этап напрямую. Второй — для команд, не являющихся чемпионами своих стран и не квалифицированных напрямую в групповой этап.
Команды, проигравшие в предварительном и первом квалификационных раундах Лиги чемпионов примут участие во втором квалификационном раунде Лиги Европы, проигравшие во втором квалификационном раунде Лиги чемпионов - в третьем квалификационном раунде Лиги Европы, проигравшие на чемпионском пути в третьем квалификационном раунде Лиги чемпионов - в четвёртом квалификационном раунде Лиги Европы, а проигравшие в четвёртом квалификационном раунде и на нечемпионском пути в третьем квалификационном раунде Лиги чемпионов попадут в групповой этап Лиги Европы.
При жеребьёвке каждого из раундов участвующие команды делятся на «сеяные» и «несеяные» в соответствии с их коэффициентами на конец сезона 2019/20.
Время указанно по CEST (UTC+2), в соответствии с правилами УЕФА (местное время, если отличается, указано в скобках).

## Расписание жеребьёвок и матчей
| Раунд                 | Жеребьёвка      | Дата матча                        | Дата матча                     |
| --------------------- | --------------- | --------------------------------- | ------------------------------ |
| Предварительный раунд | 17 июля 2020    | 8 августа 2020 (semi-final round) | 11 августа 2020 (final round)  |
| Первый раунд          | 9 августа 2020  | 18–19 августа 2020                | 18–19 августа 2020             |
| Второй раунд          | 10 август 2020  | 25–26 августа 2020                | 25–26 августа 2020             |
| Третий раунд          | 31 августа 2020 | 15–16 сентября 2020               | 15–16 сентября 2020            |
| Плей-офф              | 1 сентябрь 2020 | 22–23 сентября 2020 (первый)      | 29–30 сентября 2020 (ответный) |

Примечание. Первый, второй и третий раунды, в отличие от прошлого сезона, проходят из одного матча. В раунде плей-офф сохранится двухматчевое противостояние.

## Участники
| Клуб                    | Коэф.          |
| Путь чемпионов          | Путь чемпионов |
| ----------------------- | -------------- |
| Зальцбург               | 53.500         |
| Олимпиакос              | 43.000         |
| Славия (Прага)          | 27.500         |
| Путь представителей лиг |                |
| Краснодар               | 35.500         |

| Клуб                    | Коэф.                   |
| Путь представителей лиг | Путь представителей лиг |
| ----------------------- | ----------------------- |
| Бенфика                 | 70.000                  |
| Динамо (Киев)           | 65.000                  |
| Гент                    | 39.500                  |

| Клуб                    | Коэф.          |
| Путь чемпионов          | Путь чемпионов |
| ----------------------- | -------------- |
| Динамо (Загреб)         | 33.500         |
| Янг Бойз                | 25.500         |
| Мидтьюлланн             | 14.500         |
| Путь представителей лиг |                |
| Бешикташ                | 54.000         |
| Виктория (Пльзень)      | 34.000         |
| Рапид (Вена)            | 22.000         |
| ПАОК                    | 21.000         |
| АЗ                      | 18.500         |
| Локомотива              | 4.975          |

| Клуб                | Коэф.          |
| Путь чемпионов      | Путь чемпионов |
| ------------------- | -------------- |
| Селтик              | 34,000         |
| Астана              | 29,000         |
| Лудогорец           | 26.000         |
| Црвена звезда       | 22.750         |
| Карабах             | 21,000         |
| Легия               | 17,000         |
| Маккаби (Тель-Авив) | 16,000         |
| Молде               | 15,000         |
| Шериф               | 12.750         |
| ЧФР Клуж            | 12.500         |
| Ференцварош         | 9,000          |
| Дандолк             | 8.500          |
| Слован (Братислава) | 7.000          |
| Судува              | 6.750          |
| Омония (Никосия)    | 5.350          |
| Фола                | 4.750          |
| Сараево             | 4.750          |
| Динамо (Тбилиси)    | 4.750          |
| Будучност           | 4.250          |
| Юргорден            | 4.550          |
| Флора               | 4.000          |
| Динамо-Брест        | 3.775          |
| Рига                | 3.500          |
| Коннас-Ки Номадс    | 3.250          |
| Европа              | 2.750          |
| КИ Клаксвик         | 2.750          |
| Целе                | 2.600          |
| КуПС                | 2.500          |
| Арарат-Армения      | 2.500          |
| Рейкьявик           | 2.500          |
| Тирана              | 1.475          |
| Силекс              | 1.475          |
| Флориана            | 1.150          |

| Клуб            | Коэф.          |
| Путь чемпионов  | Путь чемпионов |
| --------------- | -------------- |
| Линфилд         | 4.250          |
| Дрита           | 1.500          |
| Тре Фьори       | 1.500          |
| Интер Эскальдес | 0.266          |

## Предварительный квалификационный раунд
Жеребьёвка предварительного квалификационного раунда состоялась 17 июля 2020 года в 12:00 CEST. Проигравшие в полуфинальном и финальном раунде попали во второй квалификационный раунд Лиги Европы 2020/2021.

### Посев
В предварительном квалификационном раунде команды согласно таблице коэффициентов УЕФА делились на «сеяные» и «несеяные».
| Сеяные            | Несеянные                     |
| ----------------- | ----------------------------- |
| - Линфилд - Дрита | - Тре Фиори - Интер Эскальдес |

### Сетка
|  | Полуфинальный раунд | Полуфинальный раунд |                   |   | Финальный раунд | Финальный раунд |
|  |                     |                     |                   |   |                 |                 |
|  | 8 августа – Ньон    |                     |                   |   |                 |                 |
|  |                     |                     |                   |   |                 |                 |
|  | Дрита               | 2                   |                   |   |                 |                 |
|  | Дрита               | 2                   | 11 августа – Ньон |   |                 |                 |
|  | Интер Эскальдес     | 1                   |                   |   |                 |                 |
|  | Интер Эскальдес     | 1                   | Дрита             | 0 |                 |                 |
|  | 8 августа – Ньон    |                     | Дрита             | 0 |                 |                 |
|  |                     | Линфилд             | 3                 |   |                 |                 |
|  | Тре Фиори           | Линфилд             | 3                 | 0 |                 |                 |
|  | Тре Фиори           |                     |                   | 0 |                 |                 |
|  | Линфилд             | 2                   |                   |   |                 |                 |
|  | Линфилд             | 2                   |                   |   |                 |                 |

### Таблица
Матчи полуфинального раунда были сыграны 8 августа на стадионе «Коловрэй» в Ньоне, Швейцария. Матч финального раунда должен был быть сыгран там же 11 августа, но был отменен после того, как два игрока клуба «Дрита» сдали положительный тест на SARS-CoV-2. Клуб получил техническое поражение 0:3.
| Команда 1 | Результат | Команда 2       |
| --------- | --------- | --------------- |
| Тре Фиори | 0:2       | Линфилд         |
| Дрита     | 2:1       | Интер Эскальдес |

| Команда 1 | Результат   | Команда 2 |
| --------- | ----------- | --------- |
| Дрита     | 0:3 (отм.). | Линфилд   |

1. ↑  Финальный матч предварительного квалификационного раунда между командами «Дрита» и «Линфилд» должен был быть сыгран 11 августа 2020, но из-за того, что два игрока клуба «Дрита» сдали положительный тест на SARS-CoV-2 вся команда была помещенна на карантин швейцарскими властями[5][6]. Впоследствии «Дрита», в соответствии с регламентом УЕФА, была наказана техническим поражением со счетом 3:0 в пользу «Линфилда»[7][8]

#### Матчи
| Тре Фиори | 0:2     | Линфилд                |
| --------- | ------- | ---------------------- |
|           | (отчёт) | 71′ Эри · 83′ Манзинга |

| Дрита                     | 2:1     | Интер Эскальдес |
| ------------------------- | ------- | --------------- |
| Шабани 21′ · Намани 45+3′ | (отчёт) | 29′ Гарсия      |

| Дрита | 0:3 (отменен) | Линфилд |
| ----- | ------------- | ------- |
|       | (отчёт)       |         |

## Первый квалификационный раунд
Жеребьевка первого квалификационного раунда прошла 9 августа 2020 в 12:00 CEST. Проигравшие команды попадают во второй квалификационный раунд Лиги Европы 2019/2020.

### Посев
Всего в первом квалификационном раунде принимает участие 34 команды: 33 команда начинает с этого раунда, также к ним присоединился победитель предварительного квалификационного раунда. Посев команд производится на основе таблице клубных коэффициентов УЕФА.
| Группа 1                                          | Группа 1                                | Группа 2                            | Группа 2                            | Группа 3                        | Группа 3                                |
| Сеянные                                           | Несеянные                               | Сеянные                             | Несеянные                           | Сеянные                         | Несеянные                               |
| ------------------------------------------------- | --------------------------------------- | ----------------------------------- | ----------------------------------- | ------------------------------- | --------------------------------------- |
| - Селтик - Легия - Ференцварош                    | - Юргорден - Линфилд - КР Рейкьявик     | - Црвена Звезда - Шериф - Сараево   | - Фола - Коннас-Ки - Европа         | - Лудогорец - ЧФР Клуж - Омония | - Будучност - Арарат-Армения - Флориана |
| Группа 4                                          | Группа 4                                | Группа 5                            | Группа 5                            |                                 |                                         |
| Сеянные                                           | Несеянные                               | Сеянные                             | Несеянные                           |                                 |                                         |
| - Астана - Карабах - Маккаби Т-А - Динамо Тбилиси | - Динамо-Брест - Рига - Тирана - Силекс | - Молде - Дандолк - Слован - Судува | - Флора - Ки Клаксвик - Целе - КуПС |                                 |                                         |

Примечание
1. ↑  † Победитель предварительного раунда, отмеченный курсивом победил команду с более высоким коэффициентом, тем самым взяв коэффициент своего соперника при жеребьевке.

### Таблица
Матчи были сыграны 18 и 19 августа 2020.
| Команда 1           | Результат               | Команда 2         |
| ------------------- | ----------------------- | ----------------- |
| Ференцварош         | 2:0                     | Юргорден          |
| Селтик              | 6:0                     | Рейкьявик         |
| Легия               | 1:0                     | Линфилд           |
| Шериф               | 2:0                     | Фола              |
| Коннас-Ки           | 0:2                     | Сараево           |
| Црвена Звезда       | 5:0                     | Европа            |
| Будучност           | 1:3                     | Лудогорец         |
| Арарат-Армения      | 0:1 (доп. вр.)          | Омония            |
| Флориана            | 0:2                     | ЧФР Клуж          |
| Маккаби (Тель-Авив) | 2:0                     | Рига              |
| Карабах             | 4:0                     | Силекс            |
| Динамо (Тбилиси)    | 0:2                     | Тирана            |
| Динамо-Брест        | 6:3                     | Астана            |
| Молде               | 5:0                     | КуПС              |
| Флора               | 1:1 (доп. вр.) (2:4 п.) | Судува            |
| Целе                | 3:0                     | Дандолк           |
| КИ Клаксвик         | 3:0 (отм.)              | Слован Братислава |

1. ↑  Матч первого квалификационного раунда между командами «КИ Клаксвик» и «Слован Братислава» первоначально запланированный на 19 августа 2020 года, был перенесен на 21 августа 2020 года из-за того, что один игрок и один сотрудник команды «Слован Братислава» сдали положительный тест на SARS-CoV-2, вся команда была помещена на карантин Фарерскими властями[10]. 21 августа матч так и не удалось провести, т. к. игрок команды «Слован» сдал положительный тест на коронавирус[11][12]. Впоследствии «Слован Братислава», в соответствии с регламентом УЕФА, был наказан техническим поражением со счетом 3:0 в пользу «КИ Клаксвик»[13][14].

### Матчи
| Ференцварош    | 2:0     | Юргорден |
| -------------- | ------- | -------- |
| Нгуен 33′, 62′ | (отчёт) |          |

| Селтик                                                                                 | 6:0     | Рейкьявик |
| -------------------------------------------------------------------------------------- | ------- | --------- |
| Эльюнусси 6′, 90+1′ · Адальстейнссонн 17′ (авт.) · Жюльен 31′ · Тейлор 46′ · Эдуар 72′ | (отчёт) |           |

| Легия     | 1:0     | Линфилд |
| --------- | ------- | ------- |
| Канте 82′ | (отчёт) |         |

| Шериф                 | 2:0     | Фола |
| --------------------- | ------- | ---- |
| Абанг 36′ · Лукич 80′ | (отчёт) |      |

| Коннас-Ки Номадс | 0:2     | Сараево        |
| ---------------- | ------- | -------------- |
|                  | (отчёт) | Татар 16′, 65′ |

| Црвена Звезда                              | 5:0     | Европа |
| ------------------------------------------ | ------- | ------ |
| Бен-Набуан 35′, 44′, 52′ · Иванич 78′, 87′ | (отчёт) |        |

| Будучност   | 1:3     | Лудогорец                             |
| ----------- | ------- | ------------------------------------- |
| Чукович 31′ | (отчёт) | Игинио 12′ · Чибота 25′ · Соуза 90+3′ |

| Арарат-Армения | 0:1 (доп. вр.) | Омония    |
| -------------- | -------------- | --------- |
|                | (отчёт)        | Тьяго 94′ |

| Флориана | 0:2     | ЧФР Клуж                   |
| -------- | ------- | -------------------------- |
|          | (отчёт) | Сестор 53′ · Голофка 90+7′ |

| Маккаби (Тель-Авив)            | 2:0     | Рига |
| ------------------------------ | ------- | ---- |
| Блэкмен 58′ (пен.), 88′ (пен.) | (отчёт) |      |

| Карабах                                  | 4:0     | Силекс |
| ---------------------------------------- | ------- | ------ |
| Ромеро 11′ · Герье 40′, 51′ · Эмрели 80′ | (отчёт) |        |

| Динамо (Тбилиси) | 0:2     | Тирана                          |
| ---------------- | ------- | ------------------------------- |
|                  | (отчёт) | Торасса 45+4′ · Исмаильгеци 86′ |

| Динамо-Брест                                                    | 6:3     | Астана                                     |
| --------------------------------------------------------------- | ------- | ------------------------------------------ |
| Гордейчук 16′, 22′ · Печенин 17′ · Седько 37′ · Диалло 55′, 90′ | (отчёт) | Томасов 45′ · Ротариу 53′ · Бейсебеков 87′ |

| Молде                                                                            | 5:0     | КуПС |
| -------------------------------------------------------------------------------- | ------- | ---- |
| Хестад 26′ · Эйкрем 37′ · Омойжуанфо 65′ · Хольмгрен Педерсен 87′ · Кнудтцон 89′ | (отчёт) |      |

| Флора                                   | 1:1 (доп. вр.) | Судува                                      |
| --------------------------------------- | -------------- | ------------------------------------------- |
| Саппинен 49′                            | (отчёт)        | Топчагич 78′ (пен.)                         |
| Пенальти                                |                |                                             |
| Васильев · Саппинен · Йэрвелаид · Сомец | 2:4            | Шврлюга · Шабала · Тадич · Пушич · Топчагич |

| Целе                                      | 3:0     | Дандолк |
| ----------------------------------------- | ------- | ------- |
| Керин 43′ · Визингер 89′ · Дангубич 90+5′ | (отчёт) |         |

| КИ Клаксвик | 3:0 (отменён) | Слован Братислава |
| ----------- | ------------- | ----------------- |
|             | (отчёт)       |                   |

## Второй квалификационный раунд
Жеребьевка второго квалификационного раунда состоялась 10 августа 2020 года в 12:00 CEST. Из 10 команд Пути Чемпионов, выбывших на этой стадии, 8 попадают во третий квалификационный раунд (Путь Чемпионов), 2 оставшиеся команды попадут в раунд плей-офф Лиги Европы 2019/2020 (Путь Чемпионов), по результатам дополнительной жеребьевки. Проигравшие команды Пути представителей лиг, попадают во третий квалификационный раунд (Путь представителей лиг).

### Посев
Всего во втором квалификационный раунде примут участия 26 команд. Они разделены на два пути:
- Путь чемпионов: 3 команды начнут с этого раунда, а также 17 победителей первого квалификационного раунда. Команды будут распределены на три группы по 6 команд, где 3 будут «сеяными» и 3 «несеянымм».
- Путь представителей лиг: 6 команд начнут с этого раунда. 3 команды будут «сеяными» и 3 «несеянымм».

Первая команда, выпавшая в каждой паре при жеребьевке, будет хозяином поля.
| Путь чемпионов                        | Путь чемпионов                         | Путь чемпионов                | Путь чемпионов           | Путь чемпионов                                       | Путь чемпионов                           | Путь представителей лиг                        | Путь представителей лиг  |
| Группа 1                              | Группа 1                               | Группа 2                      | Группа 2                 | Группа 3                                             | Группа 3                                 | Путь представителей лиг                        | Путь представителей лиг  |
| Сеяные                                | Несеянные                              | Сеяные                        | Несеянные                | Сеяные                                               | Несеянные                                | Сеяные                                         | Несеянные                |
| ------------------------------------- | -------------------------------------- | ----------------------------- | ------------------------ | ---------------------------------------------------- | ---------------------------------------- | ---------------------------------------------- | ------------------------ |
| - Селтик - Динамо (Загреб) - Янг Бойз | - ЧФР Клуж - Ференцварош - КИ Клаксвик | - Легия - Маккаби Т-А - Молде | - Целе - Судува - Омония | - Динамо-Брест - Лудогорец - Црвена Звезда - Карабах | - Мидтьюлланн - Шериф - Сараево - Тирана | - Бешикташ - Виктория (Пльзень) - Рапид (Вена) | - ПАОК - АЗ - Локомотива |

1. 1 2 3 4 5 6 7 8 9 10 11 12 13 14 15 16 17  † Победители первого отборочного раунда. Команды отмеченные курсивом победили команду с более высоким коэффициентом, тем самым взяв коэффициент своего соперника при жеребьевке.

### Таблица
| Команда 1    | Результат               | Команда 2           |
| ------------ | ----------------------- | ------------------- |
| ЧФР Клуж     | 2:2 (доп. вр.) (5:6 п.) | Динамо (Загреб)     |
| Янг Бойз     | 3:1                     | КИ Клаксвик         |
| Селтик       | 1:2                     | Ференцварош         |
| Судува       | 0:3                     | Маккаби (Тель-Авив) |
| Легия        | 0:2 (доп. вр.)          | Омония              |
| Целе         | 1:2                     | Молде               |
| Лудогорец    | 0:1                     | Мидтьюлланн         |
| Динамо-Брест | 2:1                     | Сараево             |
| Карабах      | 2:1                     | Шериф               |
| Тирана       | 0:1                     | Црвена Звезда       |

| Команда 1  | Результат      | Команда 2          |
| ---------- | -------------- | ------------------ |
| АЗ         | 3:1 (доп. вр.) | Виктория (Пльзень) |
| ПАОК       | 3:1            | Бешикташ           |
| Локомотива | 0:1            | Рапид (Вена)       |

### Матчи

#### Путь чемпионов
| ЧФР Клуж                                                           | 2:2 (доп. вр.) | Динамо (Загреб)                                                   |
| ------------------------------------------------------------------ | -------------- | ----------------------------------------------------------------- |
| Перейра 64′ · Дебельджух 90+3′                                     | (отчёт)        | 14′ Гояк · 78′ Кастрати                                           |
| Пенальти                                                           |                |                                                                   |
| Паулу Винисиуш · Джокович · Рондон · Сушич · Голофка · Деак · Боли | 5–6            | Петкович · Леовац · Адеми · Стоянович · Гояк · Дилавер · Гвардиол |

| Янг Бойз                                | 3:1     | КИ Клаксвик    |
| --------------------------------------- | ------- | -------------- |
| Нсаме 30′ · Сулеймани 57′ · Нгамалё 82′ | (отчёт) | Йоханессен 79′ |

| Селтик     | 1:2     | Ференцварош          |
| ---------- | ------- | -------------------- |
| Кристи 53′ | (отчёт) | Шигер 7′ · Нгуен 75′ |

| Судува | 0:3     | Маккаби (Тель-Авив)                       |
| ------ | ------- | ----------------------------------------- |
|        | (отчёт) | Рикан 30′ · Блэкмен 74′ · Давидзада 90+2′ |

| Легия | 0:2 (доп. вр.) | Омония                        |
| ----- | -------------- | ----------------------------- |
|       | (отчёт)        | Гомес 92′ (пен.) · Тьяго 107′ |

| Целе       | 1:2     | Мольде                   |
| ---------- | ------- | ------------------------ |
| Лотрич 38′ | (отчёт) | Хуссаин 57′ · Джеймс 74′ |

| Лудогорец | 0:1     | Мидтьюлланн |
| --------- | ------- | ----------- |
|           | (отчёт) | Брумадо 78′ |

| Динамо-Брест              | 2:1     | Сараево        |
| ------------------------- | ------- | -------------- |
| Гордейчук 3′ · Диалло 50′ | (отчёт) | Джоканович 34′ |

| Карабах                      | 2:1     | Шериф          |
| ---------------------------- | ------- | -------------- |
| Матич 7′ (пен.) · Эмрели 63′ | (отчёт) | Кастаньеда 78′ |

| Тирана | 0:1     | Црвена Звезда |
| ------ | ------- | ------------- |
|        | (отчёт) | 61′ Томане    |

#### Путь представителей лиг
| АЗ                                       | 3:1 (доп. вр.) | Виктория (Пльзень) |
| ---------------------------------------- | -------------- | ------------------ |
| Копмейнерс 90+5′ · Гюдмюндссон 98′, 118′ | (отчёт)        | Лимберски 78′      |

| ПАОК                       | 3:1     | Бешикташ  |
| -------------------------- | ------- | --------- |
| Цолис 7′, 24′ · Пелкас 30′ | (отчёт) | 37′ Ларин |

| Локомотива | 0:1     | Рапид (Вена) |
| ---------- | ------- | ------------ |
|            | (отчёт) | Кара 32′     |

## Третий квалификационный раунд
Жеребьевка третьего квалификационного раунда состоялась 31 августа 2020 года  12:00 CEST. Проигравшие команды Пути Чемпионов, выбывшие на этой стадии, попадают в раунд плей-офф Лиги Европы 2020/2021 (Путь Чемпионов).  Проигравшие команды Пути представителей лиг попадают в групповой этап Лиги Европы 2020/2021.

### Посев
Всего в третьем квалификационном раунде примут участия 16 команд. Они разделены на два пути: 
- Путь чемпионов: 10 победителей второго квалификационного раунда (Путь чемпионов).
- Путь представителей лиг: 3 команды начнут с этого раунда, а также 3 победителя второго квалификационного раунда (Путь представителей лиг).

Посев команд производится на основе таблице клубных коэффициентов УЕФА. Первая команда, выпавшая в каждой паре при жеребьевке, будет хозяином поля.
| Сеянные                                                                      | Несеянные                                                   |
| ---------------------------------------------------------------------------- | ----------------------------------------------------------- |
| - Динамо (Загреб) - Янг Бойз - Црвена Звезда - Карабах - Маккаби (Тель-Авив) | - Молде - Мидтьюлланн - Ференцварош - Омония - Динамо-Брест |

| Сеянные                          | Несеянные                  |
| -------------------------------- | -------------------------- |
| - Бенфика - Динамо (Киев) - Гент | - Рапид (Вена) - ПАОК - АЗ |

### Таблица
| Команда 1           | Результат               | Команда 2       |
| ------------------- | ----------------------- | --------------- |
| Ференцварош         | 2:1                     | Динамо (Загреб) |
| Карабах             | 0:0 (доп. вр.) (5:6 п.) | Молде           |
| Омония              | 1:1 (доп. вр.) (4:2 п.) | Црвена Звезда   |
| Мидтьюлланн         | 3:0                     | Янг Бойз        |
| Маккаби (Тель-Авив) | 1:0                     | Динамо-Брест    |

| Команда 1     | Результат | Команда 2    |
| ------------- | --------- | ------------ |
| ПАОК          | 2:1       | Бенфика      |
| Динамо (Киев) | 2:0       | АЗ           |
| Гент          | 2:1       | Рапид (Вена) |

### Матчи

#### Путь чемпионов
| Ференцварош              | 2:1     | Динамо (Загреб)  |
| ------------------------ | ------- | ---------------- |
| Ловренчич 2′ · Узуни 65′ | (отчёт) | 23′ (авт.) Узуни |

| Карабах                                                        | 0:0 (доп. вр.) | Молде                                                            |
| -------------------------------------------------------------- | -------------- | ---------------------------------------------------------------- |
|                                                                | (отчёт)        |                                                                  |
| Пенальти                                                       |                |                                                                  |
| Матич · Медведев · Андраде · Медина · Махаммадалиев · Хусейнов | 5–6            | Омоиджуанфо · Аурснес · Хестад · Кристенсен · Еллингсен · Хауген |

| Омония                          | 1:1 (доп. вр.) | Црвена Звезда                              |
| ------------------------------- | -------------- | ------------------------------------------ |
|                                 | (отчёт)        |                                            |
| Пенальти                        |                |                                            |
| Гомес · Гомеш · Асанти · Лецякс | 4–2            | Гаврич · Бен-Набуан · Фалсинелли · Дегенек |

| Мидтьюлланн                                | 3:0     | Янг Бойз |
| ------------------------------------------ | ------- | -------- |
| Лефорт 51′ (авт.) · Дрейер 62′ · Мабил 84′ | (отчёт) |          |

| Маккаби (Тель-Авив) | 1:0     | Динамо-Брест |
| ------------------- | ------- | ------------ |
| Битон 50′ (пен.)    | (отчёт) |              |

#### Путь представителей лиг
| ПАОК                       | 2:1     | Бенфика    |
| -------------------------- | ------- | ---------- |
| Яннулис 63′ · Живкович 75′ | (отчёт) | 90+4′ Рафа |

| Динамо (Киев)                | 2:0     | АЗ |
| ---------------------------- | ------- | -- |
| Родригеш 49′ · Шапаренко 86′ | (отчёт) |    |

| Гент                          | 2:1     | Рапид (Вена) |
| ----------------------------- | ------- | ------------ |
| Дорш 36′ · Яремчук 59′ (пен.) | (отчёт) | 90+3′ Демир  |

## Раунд плей-офф
Жеребьевка плей-офф состоялась 1 сентября 2020 года 12:00 CEST. Проигравшие команды попадают в групповой этап Лиги Европы 2020/2021.

### Посев
Всего в раунде плей-офф примут участие 12 команд. Они разделены на два пути: 
- Путь чемпионов: 3 команды начнут с этого раунда, а также 5 победителей третьего квалификационного раунда (Путь чемпионов).
- Путь представителей лиг: 1 команда начнет с этого раунда, а также 3 победителя третьего квалификационного раунда (Путь представителей лиг).

Посев команд производится на основе таблице клубных коэффициентов УЕФА. Для победителей третьего квалификационного раунда (если участник на момент жеребьевки неизвестен) используется клубный коэффициент оставшейся команды с самым высоким рейтингом в паре. Первая команда, выпавшая в каждой паре при жеребьевке, будет хозяином первого матча.
Поскольку российские и украинские команды не могут играть друг с другом, «Динамо (Киев)» и «Краснодар» не могут быть сведены вместе. В связи с этим, победитель в паре с «Бенфикой» встретится с «Краснодаром», а победитель в паре с «Динамо (Киев)» встретится с победителем пары с «Гентом».
| Сеяные                                                | Несеянные                                            |
| ----------------------------------------------------- | ---------------------------------------------------- |
| - Зальцбург - Олимпиакос - Ференцварош - Славия Прага | - Мидтьюлланн - Омония - Молде - Маккаби (Тель-Авив) |

1. 1 2 3 4 5  † Победители первого отборочного раунда. Команды отмеченные курсивом победили команду с более высоким коэффициентом, тем самым взяв коэффициент своего соперника при жеребьевке.

| Сеяные               | Несеянные          |
| -------------------- | ------------------ |
| - ПАОК - Динамо Киев | - Гент - Краснодар |

1. 1 2 3  † Победители первого отборочного раунда. Команды отмеченные курсивом победили команду с более высоким коэффициентом, тем самым взяв коэффициент своего соперника при жеребьевке.

### Таблица
| Команда 1           | Итог        | Команда 2   | 1-й матч | 2-й матч |
| ------------------- | ----------- | ----------- | -------- | -------- |
| Славия Прага        | 1:4         | Мидтьюлланн | 0:0      | 1:4      |
| Маккаби (Тель-Авив) | 2:5         | Зальцбург   | 1:2      | 1:3      |
| Олимпиакос          | 2:0         | Омония      | 2:0      | 0:0      |
| Молде               | 3:3 (г. в.) | Ференцварош | 3:3      | 0:0      |

| Команда 1 | Итог | Команда 2     | 1-й матч | 2-й матч |
| --------- | ---- | ------------- | -------- | -------- |
| Краснодар | 4:2  | ПАОК          | 2:1      | 2:1      |
| Гент      | 1:5  | Динамо (Киев) | 1:2      | 0:3      |

### Матчи

#### Путь чемпионов
| Славия Прага | 0:0     | Мидтьюлланн |
| ------------ | ------- | ----------- |
|              | (отчёт) |             |

| Мидтьюлланн                                             | 4:1     | Славия Прага |
| ------------------------------------------------------- | ------- | ------------ |
| Каба 65′ · Шольц 84′ (пен.) · Ониика 88′ · Дрейер 90+1′ | (отчёт) | 3′ Олайинка  |

| Маккаби (Тель-Авив) | 1:2     | Зальцбург                         |
| ------------------- | ------- | --------------------------------- |
| Битон 8′            | (отчёт) | 49′ (пен.) Собослаи · 57′ Окугава |

| Зальцбург                             | 3:1     | Маккаби (Тель-Авив) |
| ------------------------------------- | ------- | ------------------- |
| Дака 16′, 68′ · Собослаи 45+4′ (пен.) | (отчёт) | 30′ Карзев          |

| Олимпиакос                             | 2:0     | Омония |
| -------------------------------------- | ------- | ------ |
| Вальбуэна 69′ (пен.) · Эль-Араби 90+2′ | (отчёт) |        |

| Омония | 0:0     | Олимпиакос |
| ------ | ------- | ---------- |
|        | (отчёт) |            |

| Молде                                   | 3:3     | Ференцварош                              |
| --------------------------------------- | ------- | ---------------------------------------- |
| Джеймс 55′ · Эйкрем 65′ · Эллингсен 83′ | (отчёт) | 7′ Боли · 52′ Узуни · 87′ (пен.) Харатин |

| Ференцварош | 0:0     | Молде |
| ----------- | ------- | ----- |
|             | (отчёт) |       |

#### Путь представителей лиг
| Краснодар                        | 2:1     | ПАОК       |
| -------------------------------- | ------- | ---------- |
| Классон 39′ (пен.) · Кабелла 70′ | (отчёт) | 32′ Пелкас |

| ПАОК            | 1:2     | Краснодар                           |
| --------------- | ------- | ----------------------------------- |
| Эль-Каддури 77′ | (отчёт) | 73′ (авт.) Михаилидис · 78′ Кабелла |

| Гент          | 1:2     | Динамо (Киев)            |
| ------------- | ------- | ------------------------ |
| Кляйндист 41′ | (отчёт) | 9′ Супряга · 79′ Де Пена |

| Динамо (Киев)                                           | 3:0     | Гент |
| ------------------------------------------------------- | ------- | ---- |
| Буяльский 9′ · Де Пена 36′ (пен.) · Родригеш 49′ (пен.) | (отчёт) |      |

## Комментарии
1. ↑  Финальный матч предварительного квалификационного раунда между командами «Дрита» и «Линфилд» должен был быть сыгран 11 августа 2020, но из-за того, что два игрока клуба «Дрита» сдали положительный тест на SARS-CoV-2 вся команда была помещенна на карантин швейцарскими властями[5][6]. Впоследствии «Дрита», в соответствии с регламентом УЕФА, была наказана техническим поражением со счетом 3:0 в пользу «Линфилда»[7][8].
2. ↑  «Коннас-Ки Номадс» сыграл свой домашний матч против «Сараево» на стадионе «Кардифф Сити», Кардифф, в место своего основного стадиона Deeside Stadium, Connah's Quay, который не отвечает требованиям УЕФА.
3. 1 2  «Карабах» сыграл свои домашние матчи против «Силекс» и Шериф на Республиканском стадионе имени Тофика Бахрамова, Баку, вместо своего основного стадиона Azersun Arena, Баку, который не отвечает требованиям УЕФА.
4. ↑  Целе сыграл свой домашний матч против «Дандолк» на  Szusza Ferenc Stadion, Будапешт (Венгрия), вместо своего основного стадиона «З'Дежеле», Целе, из-за закртыой границы между Словенией и Ирландией[15].
5. ↑  Матч между командами «КИ Клаксвик» и «Слован Братислава» первоначально запланированный на 20:00 CEST 19 августа 2020 года, был перенесен на 18:00 CEST 21 августа 2020 года из-за того, один игрок и один сотрудник команды «Слован Братислава» сдали положительный тест на SARS-CoV-2, вся команда была помещена на карантин Фарерскими властями[10].
6. ↑  Матч между командами «КИ Клаксвик» и «Слован Братислава» запланированный на 18:00 CEST 21 августа 2020 года, был отменён из-за того, что еще один игрок команды «Слован Братислава» сдал положительный тест на SARS-CoV-2, вся команда была помещена на карантин Фарерскими властями.[11]. Впоследствии «Слован Братислава», в соответствии с регламентом УЕФА, был наказан техническим поражением со счетом 3:0 в пользу «КИ Клаксвик»[13][14].
7. ↑  «Тирана» сыграла свой домашний матч против «Црвены Звезды» на стадионе Эйр Албания[англ.], Тирана, вместо своего основного стадиона «Сельман Стермаси», Тирана.